# Virak Dara
Pour les articles homonymes, voir Dara.
Virak Dara (née en 1947) est une célèbre actrice cambodgienne de la même époque que Dy Saveth, Vichara Dany, Saom Vansodany et Koe Matha, tous de l'âge d'or du cinéma cambodgien. Durant sa carrière, elle a tenu beaucoup de premiers rôles dans les années 1960 et début 70. Son film le plus célèbre est An Euil Srey An, sorti en 1972. De la même année, Puthisean Neang Kong Rey devint aussi rapidement un favori des fans. Virak Dara est connue pour sa beauté et sa présence charismatique sur écran.
Virak Dara, d'origine vietnamo-cambodgienne, est née Kim Hiet dans la province de Kampot.
Quand Bun Yim LY, un des plus grands réalisateurs cambodgiens de cette période, rencontra Virak Dara, il voulut de suite la faire star de ses films. Les parents de Virak Dara refusèrent d'abord, mais après leur mariage Virak Dara commença sa carrière d'actrice. Kim Hiet choisit de garder son nom d'artiste, Virak Dara, à la fin de sa carrière.
Virak Dara et son mari fuirent le régime des Khmers rouges en passant par Hong Kong. Par la suite, ils vécurent en France, où ils se sont séparés.